# Froriepia
Froriepia é um pequeno género de plantas com flor pertencente à família Apiaceae, que agrupa duas espécies com distribuição natural no Cáucaso. O nome genérico tem como epónimo Ludwig Friedrich von Froriep.

## Descrição
Froriepia é um género de plantas com flor da família das umbelíferas (Apiaceae), nativas da região do Cáucaso, incluindo a Rússia, a Geórgia, a Arménia, o Azerbaijão, a Turquia e o Irão. Ocorrem preferencialmente em zonas de matagal, prados e nos limites das florestas.
O nome do género Froriepia é uma homenagem a Ludwig Friedrich von Froriep (1779-1847), um médico alemão, professor de Medicina e Anatomia em Jena e Halle. O táxin foi descrito e publicado pela primeira vez em 1842, na revista Linnaea, vol. 16, p. 362.
As espécies atualmente aceites são:
- Froriepia gracillima Leute (dúbia)[2]
- Froriepia subpinnata (Ledeb.) Baill.